# Claudi de Condat
|  | Per a altres significats, vegeu «Sant Claudi». |

Claudi de Besançon o de Condat, també anomenat Claudi el Taumaturg (Bracon, Franc Comtat, ca. 607 - Saint-Claude, 6 de juny de 696 o 699) fou un abat i bisbe francès. És venerat com a sant per diverses confessions cristianes.

## Biografia
Natural del Franc Comtat, Claudi fou ordenat sacerdot a Besançon, i es va fer monjo. En la seva vida s'hi barregen nombroses llegendes posteriors, degudes a la seva popularitat durant l'Edat mitjana.
Procedia d'una família noble, i segons una antiga tradició, havia nascut al castell de Bracon, prop de Salins-les-Bains, en una família gal·loromana, de la nissaga Claudia. Va fer la carrera acadèmica usual i va estudiar a més matèries sacres, com vides de sants i teologia.
Fins als vint anys prestà servei militar com a guàrdia a les fronteres. En 627 fou ordenat canonge de Sant Donat de Besançon. Hi guanyà fama pel seu rigor en la disciplina de la regla, la seva actitud ascètica i la seva austeritat. Després d'exercir com a sacerdot, entrà com a monjo a l'abadia de Condat (actual Saint-Claude, anomenada així en honor seu), a la regió del Jura. En fou escollit dotzè abat, als 34 anys, en 641 o 642, i introduí a l'abadia la Regla de Sant Benet. Va obtenir el favor i l'ajut del rei Clodoveu II i la reina Batilda, la qual cosa va fer que l'abadia cresqués pròspera.
En morir el bisbe Gervasi de Besançon, el clergat de la ciutat l'escollí com a nou bisbe, en 685. Claudi ho acceptà, encara que no volia, i governà la diòcesi amb encert. Més endavant, assabentat que els monjos de Condat havien relaxat la seva disciplina, preferí tornar a dirigir la seva comunitat, deixant el càrrec de bisbe. Morí a Condat en 696 o 699.

## Veneració
Amb el temps, es convertí en un dels sant més venerats a tot França. Al segle ix, Raban Maur el recorda al Martyrologium com a intercessor.
La seva despulla es perdé durant les invasions àrabs, però fou retrobada en 1160, i fou venerada en 1172 pel futur papa Innocenci V. Després d'una gira per la Borgonya les restes foren sebollides a Condat. El nombre de pelegrins que hi acudia va fer que al segle xiii el lloc prengués el nom de Saint-Claude. Les relíquies foren cremades durant la Revolució francesa, el març de 1794.
La festivitat litúrgica de Sant Claudi és el dia 6 de juny.